# ۴۵۴ (پیش از میلاد)
۴۵۴ (پیش از میلاد) ۴۵۴مین سال قبل از تقویم میلادی است.